# Винокур, Валерий Маркович
Валерий Маркович Винокур (англ. Valerii M. Vinokur, род. 26 апреля 1949) — советский и американский физик, директор Института теоретической физики Отделения материаловедения Аргоннской национальной лаборатории (США).

## Биография
Окончил московскую физико-математическую школу № 2 (1966) и Московский институт стали и сплавов (1972).
В 1972—1990 научный сотрудник (с 1981 старший научный сотрудник) теоретического отдела Института физики твёрдого тела АН СССР.
В 1979 году защитил кандидатскую диссертацию «Исследование по теории кинетических явлений в кристаллах с дислокациями».
С 1990 года — научный сотрудник Отделения материаловедения Аргоннской национальной лаборатории (США).
Область научных интересов: физика конденсированного состояния, физика неупорядоченных и неравновесных систем.
Лауреат международной премии Дж. Бардина за вклад в теорию сверхпроводимости (2003), премии Абрикосова (2017), премии Александра Гумбольдта (2003, 2015), премии Фрица Лондона (2020).
Иностранный член Норвежской академии наук (2013).
Автор более 350 научных работ.